# Цирин (агрогородок)
Цирин (бел. Цырын) — агрогородок в Кореличском районе Гродненской области Белоруссии. Административный центр Циринского сельсовета. Население 500 человек (2009).

## География
Посёлок находится близ границы с Брестской областью в 18 км к югу от Кореличей и в 13 км к северо-востоку от Городища. Посёлок стоит на правом берегу реки Сервеч, связан местными дорогами с Кореличами и Ворончей.

## Геральдика
Герб и флаг учреждены Указом Президента Республики Беларусь от 9 сентября 2009 года № 450 и зарегистрированы в Государственном геральдическом регистре 25 сентября 2009 года № Б-174 и № Б-175.
Флаг деревни Цирин является вексиллологическим вариантом герба. Размещение гербового изображения на всем полотнище флага без окаймления — распространенный приём в современной территориальной геральдике Беларуси. Художник и автор флага В.А. Ляхор.

## Этимология
В 2008 году уточнены наименования сельских населённых пунктов Кореличского района — деревня Цирин (бел. вёска Цырын).

## История

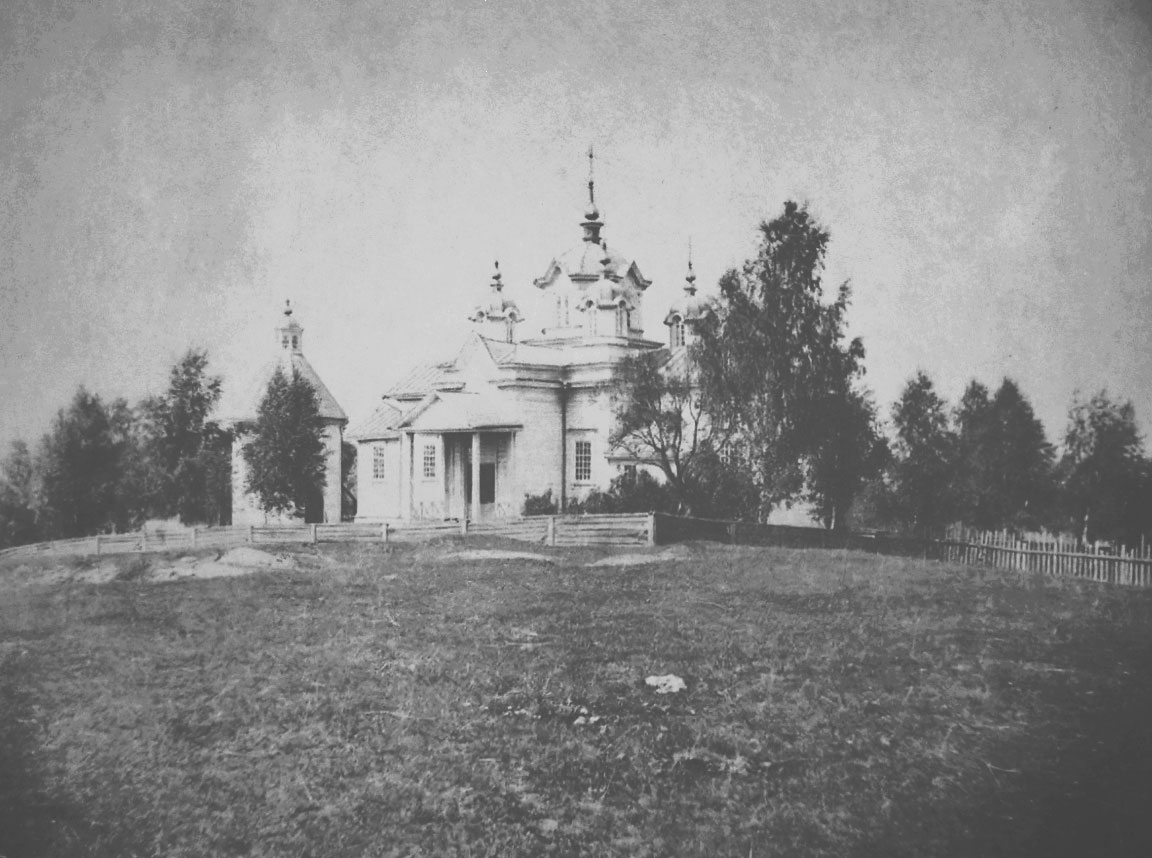
Церковь в Цирине. Фото начала XX века

Впервые Цирин упоминается в XVI веке как владение великих князей. В конце XVI века здесь проводились поветовые сеймики. В течение XVI—XVIII веков городок был центром староства Новогрудского повета.
В 1792 году Станислав Август Понятовский подтвердил магдебургское право для городка и утвердил его герб.
В результате второго раздела Речи Посполитой (1793) Цирин оказался в составе Российской империи, в Новогрудском уезде. В 1852 году здесь была построена деревянная православная церковь (не сохранилась). В 1862 году открылась церковно-приходская школа, в 1880-х годах — народное училище. На рубеже XIX—XX веков в местечке существовали волостная управа, церковь, две часовни, еврейский молитвенный дом, богадельня, водяная мельница; регулярно проводились две ярмарки. Состоянием на 1908 год в местечке было 110 дворов.
Согласно Рижскому мирному договору (1921) Цирин оказался в составе межвоенной Польской Республики, где стал центром гмины Новогрудского повета.
С 1939 года в составе БССР. В 2000 году здесь было 240 дворов и 671 житель, в 2009 году — 500 жителей.

## Культура
- Дом культуры
- Музей ГУО "Циринская средняя школа"

## Достопримечательности
- Православная церковь св. Михаила Архангела, 1991 год. Возведена на месте несохранившейся церкви 1852 года.
- Придорожная часовня, 80-е годы XX века
- Еврейское кладбище